# Мартусенко Сергій Вікторович
Сергій Вікторович Мартусенко  — підполковник Збройних сил України, учасник російсько-української війни, що відзначився під час російського вторгнення в Україну в 2022 році.

## Життєпис
Сергій Мартусенко народився в селі Парасковіївка Бахмутського району на Донеччині. Брав участь в АТО на сході України у складі 83-го центру інформаційно-психологічних операцій (в/ч А2455, м. Одеса) Сил спеціальних операцій Збройних сил України. З 2019 року обіймає військову посаду командира військової частини 16-го центру інформаційно-психологічних операцій (в/ч А1182, с. Гуйва, Житомирська область).

## Нагороди
- орден Богдана Хмельницького III ступеня (2022) — за особисту мужність і самовіддані дії, виявлені у захисті державного суверенітету та територіальної цілісності України, вірність військовій присязі[3].